# احمد ولی مسعود
احمد ولی مسعود (زادهٔ ۱ نوامبر ۱۹۶۴) برادر کوچکتر احمد شاه مسعود است.
مسعود در سال ۱۹۸۹ از دانشگاه وست‌مینستر لندن در رشته دیپلماتیک فارغ‌التحصیل شد. وی به عنوان سفیر افغانستان در بریتانیا، نماینده ویژه احمدشاه مسعود در اروپا و نماینده حزب جمعیت اسلامی در لندن فعالیت کرده‌است. او بنیانگذار یک حزب سیاسی به نام نهضت ملی افغانستان است. وی همچنین روزنامه ماندگار دیلی و مجله تاریخ یاد یار را بنیانگذاری کرده‌است. مسعود نخستین کتاب خود را به نام برنامه ملی در سال ۲۰۱۲ منتشر کرد.